# Municipio de Črnomelj
Črnomelj es un municipio de Eslovenia, situado en el sur del país en la frontera con Croacia, en la región estadística de Eslovenia Sudoriental y región histórica de Baja Carniola. Dentro de la Baja Carniola, su término municipal cubre buena parte de la subregión histórica de Carniola Blanca, a medio camino entre la capital croata Zagreb y la localidad portuaria de Rijeka. La capital municipal es la villa de Črnomelj.
En 2018 tiene 14 313 habitantes.

## Localidades
El municipio comprende las localidades de Adlešiči, Balkovci, Bedenj, Belčji Vrh, Bistrica, Blatnik pri Črnomlju, Bojanci, Brdarci, Breg pri Sinjem Vrhu, Breznik, Butoraj, Cerkvišče, Dalnje Njive, Damelj, Dečina, Desinec, Deskova vas, Dobliče, Doblička Gora, Dolenja Podgora, Dolenja vas pri Črnomlju, Dolenjci, Dolenji Radenci, Dolenji Suhor pri Vinici, Dolnja Paka, Draga pri Sinjem Vrhu, Dragatuš, Dragovanja vas, Dragoši, Drenovec, Drežnik, Črešnjevec pri Dragatušu, Črnomelj (la capital), Čudno selo, Fučkovci, Golek pri Vinici, Golek, Gorenja Podgora, Gorenjci pri Adlešičih, Gorenji Radenci, Gorica, Gornja Paka, Gornji Suhor pri Vinici, Griblje, Grič pri Dobličah, Hrast pri Vinici, Jankoviči, Jelševnik, Jerneja vas, Kanižarica, Knežina, Kot ob Kolpi, Kovača vas, Kovačji Grad, Kvasica, Lokve, Mala Lahinja, Mala sela, Mali Nerajec, Marindol, Mavrlen, Mihelja vas, Miklarji, Miliči, Močile, Naklo, Nova Lipa, Obrh pri Dragatušu, Ogulin, Otovec, Paunoviči, Perudina, Petrova vas, Pobrežje, Podklanec, Podlog, Prelesje, Preloka, Pribinci, Purga, Pusti Gradec, Rim, Rodine, Rožanec, Rožič Vrh, Ručetna vas, Sečje selo, Sela pri Dragatušu, Sela pri Otovcu, Sinji Vrh, Sodevci, Srednji Radenci, Stara Lipa, Stari trg ob Kolpi, Stražnji Vrh, Svibnik, Šipek, Špeharji, Talčji Vrh, Tanča Gora, Tribuče, Tušev Dol, Učakovci, Velika Lahinja, Velika sela, Veliki Nerajec, Vinica, Vojna vas, Vranoviči, Vrhovci, Vukovci, Zagozdac, Zajčji Vrh, Zapudje, Zastava, Zilje, Zorenci y Žuniči.